# 236305 Adamriess
236305 Adamriess este o planetă minoră (asteroid) din centura de asteroizi. A fost descoperită pe 19 ianuarie 2006 la Borbona de Vincenzo Silvano Casulli⁠(d) și a fost numită după Adam G. Riess. 
Obiectul prezintă o orbită caracterizată de o semiaxă mare de 2,3418140304095 UAi, o excentricitate de 0,12, o înclinație de 7,8 ° în raport cu ecliptica.